# Piotr Kubikowski
Piotr Kubikowski (ur. 19 listopada 1903 w Krasiłowie, zm. 2 maja 1991 w Warszawie) – polski lekarz, farmakolog, profesor Uniwersytetu Warszawskiego i Akademii Medycznej w Warszawie.

## Życiorys
Urodził się w rodzinie Jana, księgowego, i Marii z Sokołowskich. W 1923 ukończył VIII Szkołę Realną we Lwowie, w 1930 studia medyczne na Wydziale Lekarskim Uniwersytetu Jana Kazimierza. Po studiach pracował na macierzystej uczelni. Dzięki stypendium naukowemu Funduszu Kultury Narodowej, w latach 1936–1937 odbył staże naukowe w Wiedniu, Berlinie i Paryżu. W 1939 został mianowany docentem, po przedstawieniu pracy habilitacyjnej poświęconej wpływowi środków przeczyszczających na czynność motoryczną jelit.
Będąc oficerem rezerwy Wojska Polskiego we wrześniu 1939 służył jako lekarz w jednym z pułków artylerii, brał udział w obronie Warszawy. Dostał się do niewoli, został osadzony w Oflagu II C Woldenberg, w 1940 zwolniony, powrócił do Warszawy. Tam pracował jako lekarz w Zakładzie Przyrodoleczniczym Warszawskiej Ubezpieczalni Społecznej. Równocześnie od 1941 wykładał farmakologię w konspiracyjnym Studium Lekarskim przekształconym w 1943 w tajny Wydział Lekarski Uniwersytetu Warszawskiego, a także na tajnym Wydziale Farmaceutycznym.
Od 1945 pracował na Wydziale Lekarskim UW, w 1947 został kierownikiem Zakładu Farmakologii Eksperymentalnej (funkcję tę sprawował 26 lat), w tym samym roku wyjechał na stypendium Światowej Organizacji Zdrowia, przebywał w USA i Wielkiej Brytanii. W 1948 powrócił na UW i otrzymał tytuł profesora nadzwyczajnego. Od 1950 pracował w nowo utworzonej (po przekształceniu Wydziału Lekarskiego UW) Akademii Medycznej w Warszawie, w latach 1957–1972 był prorektorem AM ds. naukowych, w 1958 otrzymał tytuł profesora zwyczajnego. Przeszedł na emeryturę w 1973. Jako pełnomocnik Ministra Zdrowia i Opieki Społecznej w 1951 zorganizował Instytut Leków, a w latach 1952–1970 był jego dyrektorem. W swojej pracy naukowej zajmował się oceną nowo syntetyzowanych związków chemicznych. Był autorem lub współautorem kilku podręczników akademickich (Toksykologia współczesna (1953) - z Władysławem Rusieckim, Farmakologia dla studentów stomatologii (1964), Zależności lekowe (1978), Farmakologia, podstawy farmakoterapii (dwa wydania z Józefem Dadlezem, trzy wydania z Wojciechem Kostowskim).
W 1951 został członkiem korespondentem Towarzystwa Naukowego Warszawskiego, należał do założycieli Polskiego Towarzystwa Farmakologicznego (1965), był jego pierwszym prezesem (1965–1967). W 1963 został członkiem Komitetu Nauk Farmaceutycznych PAN.
W 1981 został wyróżniony tytułem doktora honoris causa AM w Warszawie.

## Ordery i odznaczenia
- Krzyż Komandorski z Gwiazdą Orderu Odrodzenia Polski
- Krzyż Komandorski Orderu Odrodzenia Polski
- Krzyż Oficerski Orderu Odrodzenia Polski
- Medal 10-lecia Polski Ludowej (13 stycznia 1955)[3]

Źródło:.